# هارتلند (کالیفرنیا)
هارتلند (به انگلیسی: Hartland) یک منطقهٔ مسکونی در ایالات متحده آمریکا است که در شهرستان تولار، کالیفرنیا واقع شده‌است. هارتلند ۱٫۵۸۲ کیلومتر مربع مساحت و ۳۰ نفر جمعیت دارد و ۱٬۳۶۴٫۰ متر بالاتر از سطح دریا واقع شده‌است.